# Мухаммад-Хаджи Согратлинский
Имам Мухаммад-Хаджи ас-Сугури (1839, Согратль — 29 декабря 1877, Согратль) — 4-й имам Дагестана, один из предводителей восстания 1877 года в Чечне и Дагестане, вошедшее в историю как восстание имама Алибека-Хаджи. 

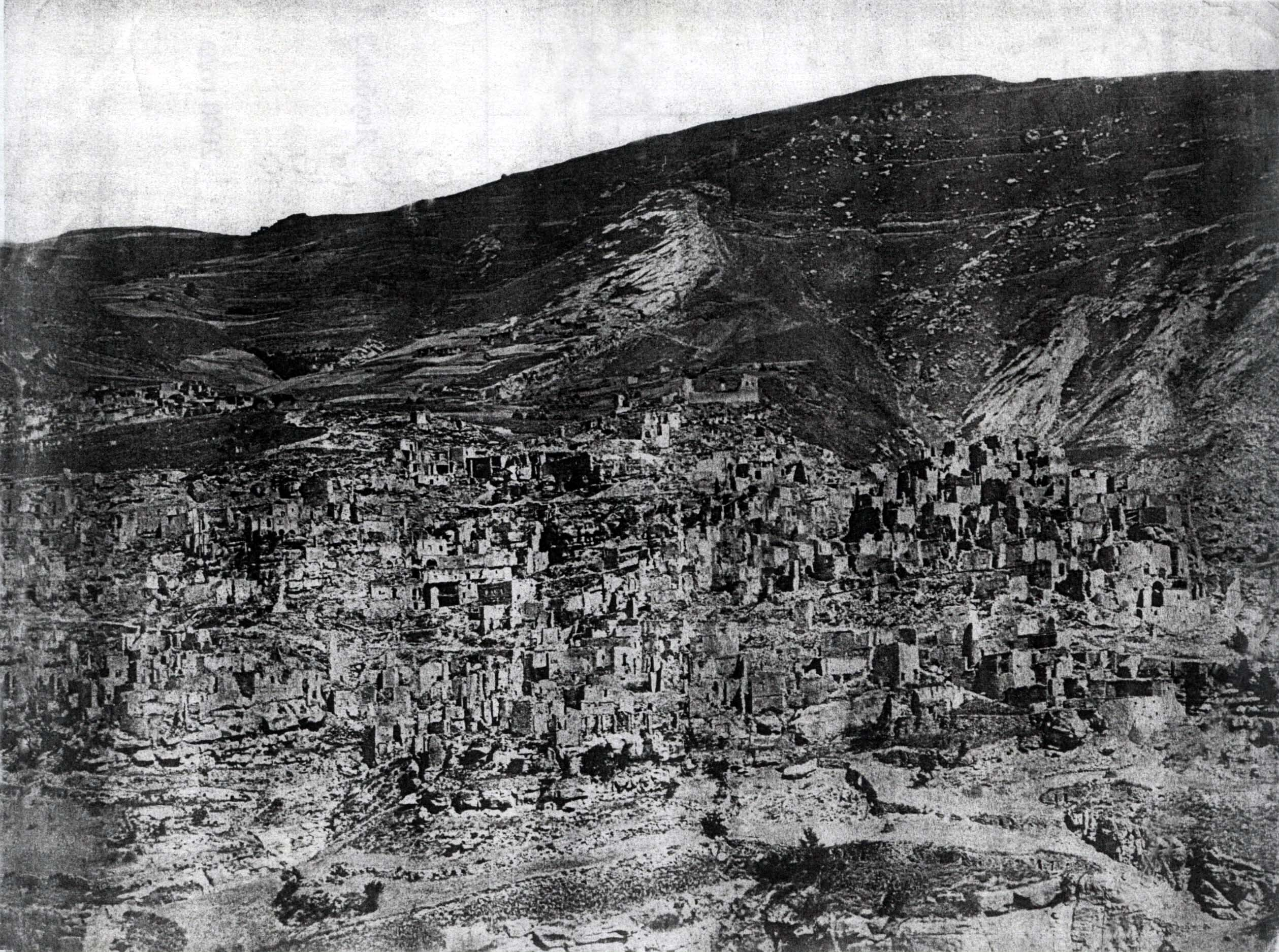
Фотография Согратля после сожжения. Ноябрь 1877 г.

## Биография
Родился в селении Согратль, в семье шейха Абдурахмана-Хаджи. По национальности — аварец.
По характеру Мухаммад-Хаджи был тихим, воспитанным и вежливым человеком. По утверждениям современников, «он высоко почитал отца, уважал и любил мать, не осмеливался сказать такое, что могло не понравиться родителям и не соответствовало бы семейным традициям». Получил мусульманское образование, обучаясь поначалу в медресе своего отца, а позже у видного богослова Шапи-Гаджи. После окончания обучения начал преподавать в медресе Абдурахмана-Хаджи.
В 1877 году на фоне Русско-турецкой войны на Северном Кавказе поднялось восстание против царской власти. В том же году в местности Анада состоялся съезд, на который съехались горцы со всего Дагестана и Чечни. Своим лидером восставшие видели шейха Абдурахмана ас-Сугури, служившего мухтасибом у имама Шамиля. Ввиду преклонного возраста (ему было 85 лет) тот предложил на эту роль своего сына Мухаммада-Хаджи. Сам шейх был против восстания и считал его обреченным на провал. Соглашаясь на выдвижение в имамы своего сына он говорил, что отдает его на закалывание, подобно жертвенному животному на Курбан-байрам. Мухаммад-Хаджи не подходил на роль имама, так как был мягким человеком, вне войны и политики. Тем не менее он был избран имамом и возглавил восстание в качестве имама Дагестана и Чечни. 
Одержав ряд побед, повстанцы взяли под свой контроль весь горный Дагестан. На сторону повстанцев перешёл 8-тысячный отряд временной милиции, направленный против Согратля. В сентябре восстает Гази-Кумух. После взятия царской крепости сын Аглар-хана, Джафар, объявляет о восстановлении Казикумухского ханства. От своего имени он отправляет воззвания всему Дагестану:

«Всем приказано согратлинцем Мухаммадом Хаджи сыном Абдурахмана Хаджи восстать против русских. Весь Дагестан подчинился Мухаммаду Хаджи. Гази-Кумухцы в продолжении двух часов взяли Гази-Кумухскую крепость и убили находящихся там солдат, также они убили начальника, помощника его и всех его товарищей, никого не оставили кроме жены и двух детей. Жители Цудахара взяли крепость Ходжал Махи, так что во всем Дагестане не осталось ни одной крепости. Всё взято кроме Шуры. Аллах даст, мы теперь и ее возьмем».— Хаджи Мурад Доного. Имам из Согратля и его отец.
Командующий войсками Дагестанской области князь Меликов вступает в активную борьбу с восставшими.
12 сентября под Левашами царские войска разгромили шеститысячный отряд горцев. Главными причинами поражения горцев являлись их разобщенность и отсутствие единого плана сражения. Слабохарактерность имама, его некомпетентность в военном деле, привели к отсутствию дисциплины в войсках. «Любой мог оставить фронт и вернуться домой. Иногда оголялись целые направления фронта. Командирам приходилось ходить по домам и собирать их снова».
К концу 1877 года восстание пошло на спад. 1 ноября войска Меликова окружили последнее убежище повстанцев — Согратль, который после четырёхдневного кровавого сражения был взят. Аул был полностью сожжён, взорвана Джума-мечеть. Местное население было выселено, частично в соседние хутора, а частью — во внутренние районы России. Мухаммад-Хаджи и его активные сподвижники были арестованы и публично повешены на глазах отца имама и согнанного по этому случаю огромного количества народа.
В 2001 году, на месте казни Мухаммада-Хаджи и его сподвижников была открыта мемориальная мечеть, в память павших во время восстания горцев.